# Oospila belisama
Oospila belisama là một loài bướm đêm trong họ Geometridae.